# Lesja Dyčko
Ljudmila Vasylivna Dyčko, známá jako Lesja Dyčko (ukrajinsky Леся Василівна Дичко, * 24. října 1939, Kyjev) je ukrajinská hudební skladatelka a pedagožka.

## Život
Lesja Dyčko se narodila v Kyjevě. V roce 1959 absolvovala střední hudební školu M. V. Lysenka. V roce 1964 vystudovala skladbu na Kyjevské národní hudební akademii Ukrajiny u Kosťantyna Dankevyče a Boryse Ljatošynského.
Po studiích se zabývala skladbou a vyučovala hudbu. V letech 1965 a 1966 přednášela na Kyjevském pedagogickém institutu, od roku 1972 do roku 1994 na Akademii umění v Kyjevě. V roce 1994 se stala profesorkou na Národní hudební akademii Ukrajiny, kde vyučovala kompozici a hudební teorii. Jako hostující profesorka přednáší i na dalších univerzitách.
Dyčko byla na sovětské Ukrajině v 80. letech 20. století jednou z prvních skladatelek, která začala skládat církevní hudbu.